# 馬爾亞尼夫卡 (蘇梅區)
51°7′45″N 34°24′37″E / 51.12917°N 34.41028°E
馬爾亞尼夫卡（烏克蘭語：Мар'янівка）是位於烏克蘭東北部的村莊，由蘇梅州蘇梅區的比洛皮利亞市鎮負責管轄。該村處於克雷哈河右岸，分別距離巴甫利夫卡1公里、瓦西利夫希納1.5公里和里奇基3公里，海拔高度136米，2001年人口33。